# Dana Schoenfield
Dana Lee Schoenfield (Harvey, 13 agosto 1953) è un'ex nuotatrice statunitense, vincitrice della medaglia d'argento nei 200 metri rana alle Olimpiadi di Monaco del 1972.
Dana Schoenfield è nata a Harvey, in Illinois, e ha trascorso la sua infanzia a Schererville, nell'Indiana. Ha imparato a nuotare nel locale Sherwood Golf and Swim Club, dove ha iniziato a eccellere nel nuoto a rana.
La sua famiglia si è trasferita ad Anaheim, in California, nel 1963, dove lei, insieme a suo fratello Michael, ha nuotato attivamente nel Disneyland Hotel Swim Team.
Si è qualificata per i Campionati Nazionali Senior Femminili nei 200 metri rana all'età di 12 anni, l'atleta più giovane a partecipare. A 14 anni, la Schoenfield è stata la seconda nuotatrice dei 200 metri rana più veloce del suo paese, ma mancò la qualificazione per le Olimpiadi estive del 1968.